# Radiogalaxie

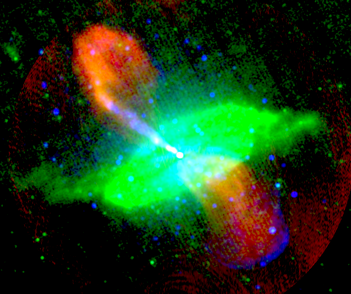
Image en fausse couleur de la radiogalaxie Centaurus A se trouvant le plus près de la Terre, montrant des ondes radio (rouge), infrarouges de 24 micromètres (vert) et une émission de rayon X allant de 0,5 à 5 keV (bleue). Le rayonnement de corps noir des rayons X provenant des gaz chauds ainsi que les émissions non-thermiques provenant d'un faisceau d'électrons relativistes peuvent être aperçu dans les « coquilles » bleues autour des lobes radio, particulièrement au sud (dans le bas).

Une radiogalaxie est une galaxie dont la plus grande partie de l'énergie émise ne provient pas des composantes d'une galaxie « normale » (étoiles, poussières, gaz interstellaire, etc.), mais d'une grande gamme d'ondes radio. Elle est l'une des catégories de galaxies actives.
L'énergie des radiogalaxies est principalement émise dans les ondes radio par rayonnement synchrotron, mais, selon le type de radiogalaxie, elle peut également être diffusée à travers un large spectre électromagnétique. Le modèle standard théorique affirme que l'énergie est générée par un trou noir supermassif de 106 à 1010 masses solaires.
Les radiogalaxies ont été ou sont utilisées pour détecter des galaxies lointaines ou comme règle standard.

## Processus d'émission

### Rayonnement synchrotron

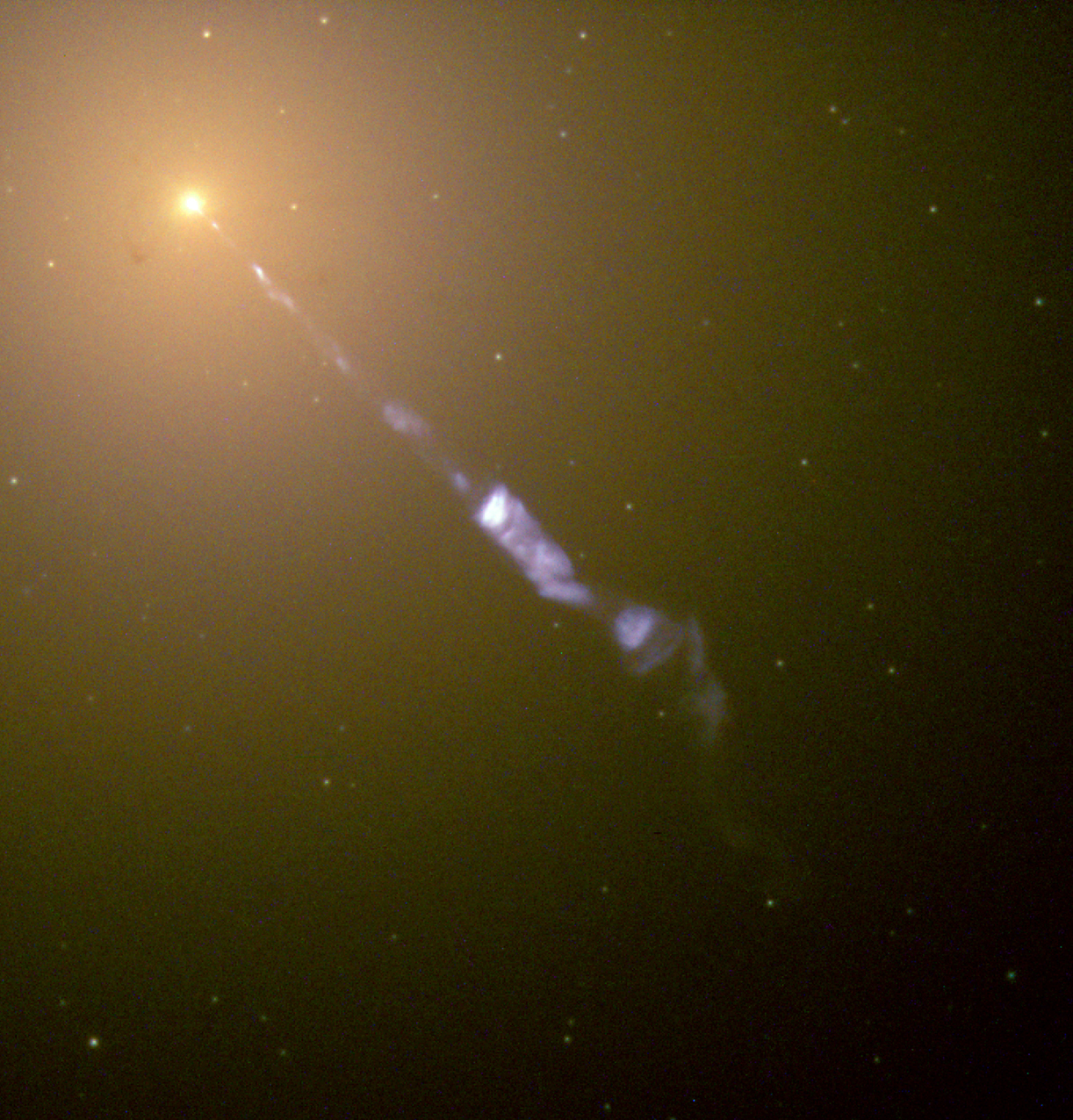
Image prise par le télescope spatial Hubble d'un jet de matière éjectée de la radiogalaxie M87 (point lumineux en haut à gauche). Les électrons éjectés atteignent presque la vitesse de la lumière et émettent de la lumière par rayonnement synchrotron.

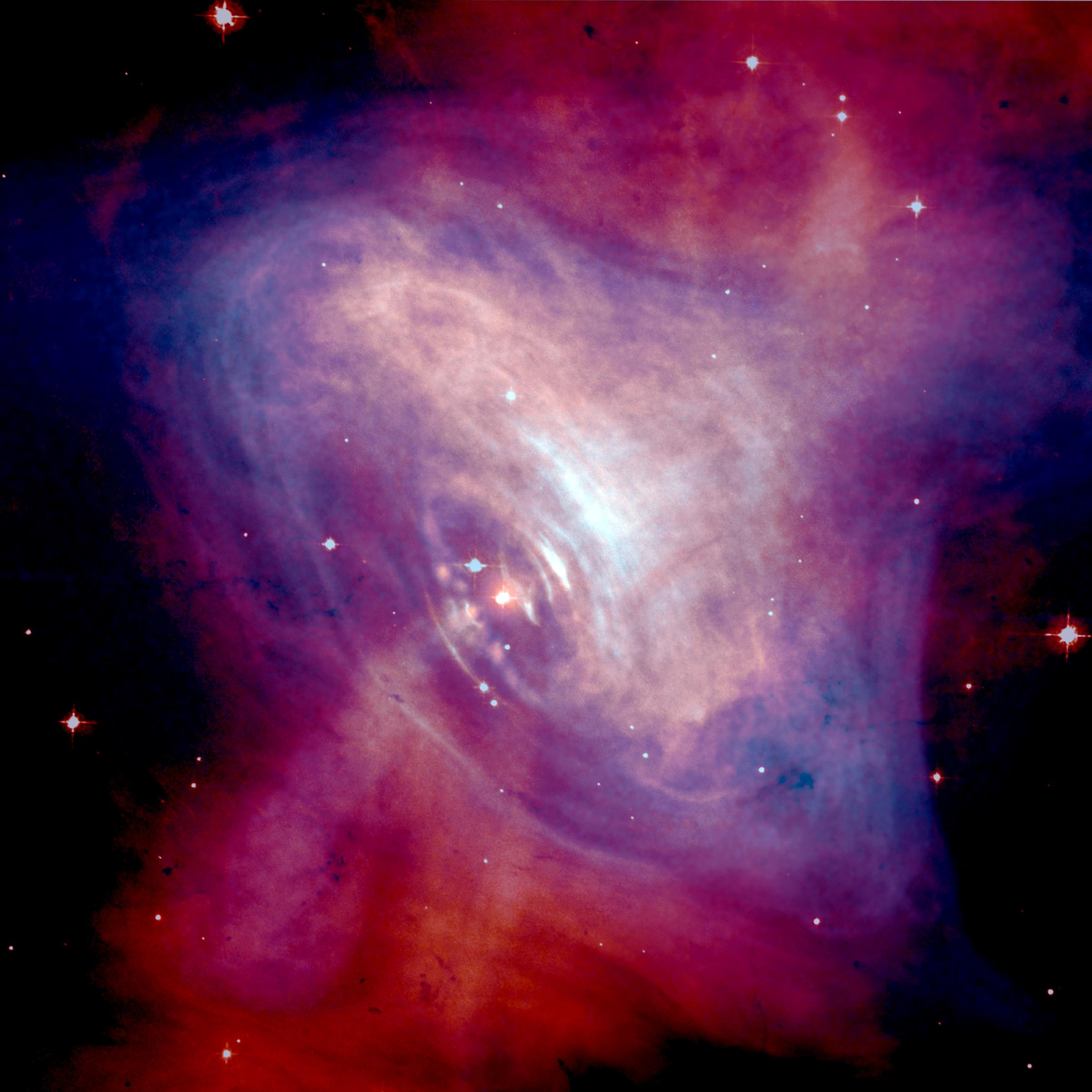
Illustration en fausses couleurs du rayonnement synchrotron dans la nébuleuse du Crabe.

Les ondes radio émises par les galaxies actives sont dues au rayonnement synchrotron, qui produit des raies d'émission très prononcées, larges et intenses ainsi qu'une forte polarisation. Cela implique que du plasma est la source d'émission de ces ondes radio et qu'il doit contenir des électrons possédant une vitesse relativiste qui proviendraient du disque d'accrétion et du champ magnétique intense semblable à celui produit par un trou noir supermassif.
En supposant la neutralité du plasma, celui-ci doit aussi contenir soit des protons ou des positrons. Il n'y a aucun moyen de déterminer le contenu d'une particule directement en se basant sur des observations du rayonnement synchrotron. De plus, il n'y a aucune manière de déterminer la densité d'énergie des particules ainsi que le champ magnétique depuis ces mêmes observations. Ainsi, par exemple, la même émission synchrotron peut être le résultat d'une petite quantité d'électrons et d'un champ puissant, d'un champ faible avec une grande quantité d'électrons ou bien quelque chose entre les deux.
Bien qu'il soit possible de déterminer la densité d'énergie minimale que peut avoir une région avec une émissivité donnée, il n'y a pas de raison particulière de croire que les vraies valeurs d'énergie peuvent se situer près des valeurs d'énergie minimales.
Le rayonnement synchrotron n'est pas confiné aux longueurs d'onde des ondes radio. En effet, l'émission de lumière fait perdre de l'énergie aux électrons en plein processus de rayonnement synchrotron, ceux-ci ralentissent, ce qui a pour effet de diminuer la fréquence de la lumière émise. Comme les électrons émettent dans toutes les fréquences (l'infrarouge, l'ultraviolet ou même dans les rayons X), en raison de leur ralentissement, leur rayonnement ne possède alors pas de pic d'émissivité. Un jour ou l'autre, ces électrons se retrouvent tous à de basses fréquences, mais l'opacité d'électrons[Quoi ?] se charge de redistribuer l'énergie, ce qui finalement donne de l'énergie aux électrons avoisinants. Ces électrons dits énergétiques émettent de la lumière à haute fréquence (radio). Cela a pour conséquence de « recharger » la partie centrale du spectre au désavantage des basses fréquences.
Les jets ainsi que les points chauds sont les sources habituelles d'émissions synchrotron de haute fréquence.

### Diffusion Compton inverse
Un processus semblable au rayonnement synchrotron est celui de la diffusion Compton inverse, dans lequel les électrons relativistes interagissent avec les photons ambiants et les dispersent par diffusion Thomson. L'émission Compton inverse de sources radio-bruyantes s'avère être particulièrement importante dans les rayons X et parce que cela dépend seulement de la densité des électrons, une détection de la diffusion Compton inverse permet l'estimation d'un modèle quelque peu dépendant de la densité d'énergie dans les particules et dans les champs magnétiques. Cela a été utilisé pour faire valoir que de nombreuses sources puissantes sont en fait assez près de la condition minimale d'énergie.
En général, on observe la polarisation et le spectre continu pour distinguer le rayonnement synchrotron des autres processus d'émissions. Cependant, il est difficile de distinguer à l'aide d'observations le rayonnement synchrotron de la diffusion Compton inverse.

### Accélération des particules
Des processus, communément connus comme l'accélération des particules, produisent des populations de particules relativistes et non-thermiques qui augmentent le rayonnement synchrotron et Compton inverse. L'accélération de Fermi est une accélération plausible dans le processus d'émission des galaxies actives radio-bruyantes.

## Structure et évolution

### Structure de base

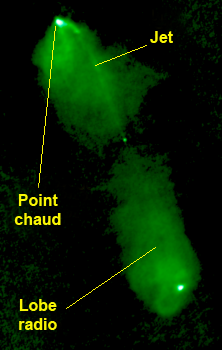
Image en fausse couleur de la structure radio à grande échelle de la radiogalaxie FRII 3C98. Les lobes radio, le jet ainsi que la zone réactive y sont étiquetés.

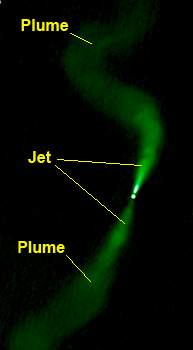
Image en fausse couleur de la structure radio à grande échelle de la radiogalaxie FRI 3C31. Les jets et les plumes y sont étiquetés.

Les radiogalaxies et les quasars radio-bruyants présentent une vaste gamme de structures radio. Les structures à grande échelle les plus communes, pouvant atteindre des étendues de l'ordre du mégaparsec (Mpc) et situées très loin de la fraction visible de la galaxie, sont appelées « lobes radio » : elles sont doubles, souvent symétriques et possèdent une structure grossièrement ellipsoïdale placée d'un des deux côtés du noyau actif. Cette structure symétrique est produite par l'éjection de matières provenant du noyau, mais les électrons composants ces lobes ne peuvent provenir du noyau, car ils seraient depuis longtemps dépossédés de leur énergie, cela explique que les électrons doivent être perpétuellement accélérés à l'intérieur des régions émittives. Une minorité significative de sources à faible luminosité expose des structures généralement connues sous le nom de « plumes », qui sont beaucoup plus allongées.
Certaines radiogalaxies montre une ou deux traits étroits connus sous le nom de « jets » (l'exemple le plus connue est la galaxie géante M87 se situant dans l'amas de la Vierge) provenant directement du noyau et se dirigeant vers les lobes radio (la direction du jet peut être déterminée, soit grâce au moment angulaire de l'axe du disque, soit grâce à l'axe de rotation du trou noir). Depuis 1970,, le modèle le plus accepté est que les lobes radio ou les plumes soient alimentés par des faisceaux de particules hautement énergétique et d'un champ magnétique venant à proximité du noyau actif. Les jets sont décrits comme étant une manifestation visible des faisceaux, aussi le terme jet est employé pour les traits observables ainsi que pour les flux sous-jacent.

### Structure spécifique
En 1974, les sources radio sont divisées en 2 classes par Bernard Fanaroff (en) et Julia Riley. À l'origine, cette distinction est basée sur la morphologie des émissions radio à grande-échelle (le type était déterminé par la distance entre les points les plus brillants de l'émission radio) :
- les sources FRI ont leur maximum de luminosité plus proche du noyau que de leur extrémité, le bord extérieur est donc plus sombre ;
- à l'inverse, les sources FRII ont leur sommet de luminosité plus à l'extérieur.

Fanaroff et Riley observent qu'il y a une division raisonnablement nette dans la luminosité entre ces deux classes : Les FRI ont une luminosité faible tandis que les FRII ont une luminosité élevée.
Avec des observations radio plus détaillées, la morphologie s'avère refléter la méthode de transport de l'énergie des sources radio. Les objets FRI typiques ont des jets brillants au centre, tandis que les FRII ont des jets faibles et des points chauds brillants aux extrémités de leurs lobes. Les FRII s'avèrent être capable de transporter de l'énergie efficacement jusqu'aux extrémités de ses lobes, pendant que les faisceaux des FRI sont inefficaces dans le sens où ils dépensent une quantité importante de leur énergie lorsqu'ils voyagent.
Plus précisément, la division FRI/FRII dépend de l'environnement de la galaxie hôte de sorte que les transitions entre FRI et FRII apparaissent à de plus grandes luminosités dans les galaxies les plus massives. Les jets des FRI sont reconnus pour décélérer dans les régions pour laquelle leur émission radio est la plus brillante. La transition de FRI à FRII reflèterait qu'un jet ou faisceau peut se propager à travers une galaxie hôte sans être ralenti à une vitesse sous-relativiste par les interactions avec le milieu intergalactique. D'après l'analyse des effets du faisceau relativiste, les jets des sources FRII sont connues pour rester relativise (avec une vitesse d'au moins 0,5c) de l'extérieur jusqu'à la fin des lobes radio. Les points chauds qui sont habituellement vu dans des sources FRII, sont interprétés comme étant des manifestations visibles d'ondes de choc formées lorsque de rapides, et donc supersonique, jets (la vitesse du son ne peut pas excéder {\displaystyle \scriptscriptstyle {\frac {c}{\sqrt {3}}}}) terminent leur course abruptement à la fin de la source, et leurs distributions d'énergie spectrale sont cohérentes dans cette image. Dans la plupart des cas, plusieurs points chauds sont visibles, réfléchissant soit par un écoulement continu après le choc ou par un mouvement du point de terminaison du jet; la région globale du point chaud est appelée quelquefois le complexe du point chaud.

### Formation et évolution
Selon les modèles actuels, les radiogalaxies sont d'abord petites et augmentent de taille avec le temps. Dans le cas de celles ayant des lobes radio, les dynamiques sont relativement simples : les jets nourrissent les lobes radio, la pression de ceux-ci augmente et ainsi les lobes radio augmentent de taille. La vitesse de grandissement dépend alors de la densité et de la pression du milieu externe.
Les plus grandes radiogalaxies, telles 3C 346, ont des lobes radio ou des plumes s'étendant sur une distance de l'ordre du Mpc. Cela impliquerait une période de « croissance » de dix à cent millions d'années[réf. souhaitée].

## Types
On peut établir quatre types de radiogalaxies à l'aide de la classification de Fanaroff et Riley [réf. souhaitée] :
- la « double classique » (Classical double) fait référence à une source FRII avec des points chauds nets, tel que Porphyrion ;
- la « queue à grand angle » (Wide-angle tail) fait normalement référence à la source intermédiaire entre la structure FRI et FRII, avec des jets efficaces et quelquefois des points chauds, mais avec des plumes au lieu de lobes radio, elles se situent dans ou près des Amas de galaxies ;
- la « queue à petit angle » ou « source queue-tête » (Narrow-angle tail/Head-tail) décrit une FRI qui paraît être courbé par une pression dynamique pendant qu'elle se déplace dans un amas ;
- les « double obèses » (Fat doubles) sont des sources avec des lobes radio diffus sans jets ou de points chauds. Certaines de ces sources peuvent être appelés des « reliques » ou « fossile » puisque certaines ont leur alimentation d'énergie temporairement arrêtée.

Différents types de galaxies actives radio-bruyantes et radio-silencieuses peuvent être abordés selon un seul et même modèle. Ainsi, puisque les blazars, les radiogalaxies et les quasars radio-bruyants produisent tous une forte émission radio nécessitant l’existence de jets, on peut ramener ces trois types d'objets à un modèle unifié.
Selon ce modèle (présenté ci-contre), le centre de cet objet est occupé par un trou noir supermassif, entouré d'un disque d'accrétion où la matière s'engouffre à un taux d'accrétion supérieur au taux critique, ce qui produit la formation des jets de chaque côté. Le disque est entouré d'un gigantesque anneau composé de matière interstellaire. La différence entre les blazars, les quasars et les radiogalaxies serait expliquée par l'orientation des jets et de l'anneau par rapport à la Terre. Le cas où l'on observerait un blazar correspondrait à la situation dans laquelle un des jets est directement dirigé vers la Terre. Le disque d'accrétion du trou noir central est alors entièrement caché par le jet. L'observation d'un quasar concorderait à la situation où le jet n'est pas tout à fait orienté vers la Terre, on voit alors directement le disque d'accrétion du trou noir central, ce qui explique la grande luminosité des quasars. Finalement, le cas d'une radiogalaxie correspondrait à la situation dans laquelle l'anneau opaque cache complètement le disque d'accrétion du trou noir central, les jets sont alors orientés de façon quasiment perpendiculaire par rapport à la ligne de visée. Il y a aussi présence d'énormes lobes radio de chaque côté de l'anneau.

## Utilisation

### Détecter des galaxies lointaines
Les radiogalaxies et les quasars radio-bruyants ont été largement utilisés, particulièrement dans les années 1980 et 1990, afin de trouver des galaxies lointaines. Il était ainsi possible de trouver des objets à haut décalage vers le rouge à modeste coût de temps d'observation au télescope. Le problème avec cette méthode est que les hôtes des galaxies actives ne sont pas nécessairement semblable à celles-ci sur le plan du décalage vers le rouge. De manière similaire, Les radiogalaxies ont dans le passé été utilisées pour trouver de lointains groupes d'émetteurs de rayons X, mais des méthodes de sélection objectives sont actuellement préconisées.
Les sources radio sont presque toutes hébergées par des galaxies elliptiques, bien qu'il y ait une exception bien documentée sur le fait qu'elles pourraient être hébergées par des galaxies comme des galaxies de Seyfert avec de faibles petits jets et ce malgré le fait qu'elles ne soient pas assez radio-lumineuses pour être classées comme une galaxie radio-bruyante. De telles informations suggèrent que les galaxies hôtes de quasars et de blazars radio-bruyants sont elles aussi des galaxies elliptiques.
Il existe plusieurs raisons possibles expliquant la forte préférence pour les galaxies elliptiques. L'une de ces raisons est que celles-ci contiennent des trous noirs supermassifs qui sont capables d'alimenter des galaxies actives des plus lumineuses. Une autre possibilité est que l'habitat des galaxies elliptiques est généralement un environnement plus riche, apportant un milieu intergalactique préférable au confinement de leur source radio. Cela pourrait aussi être le fait que les grandes quantités de gaz froid dans les galaxies spirales peuvent en quelque sorte perturber ou étouffer la formation d'un jet ce qui en fait de mauvaises galaxies hôtes.

### Règles standards
Quelques travaux ont été faits pour tenter d'utiliser les radiogalaxies comme « règle standard » afin de déterminer des paramètres cosmologiques. Cette méthode est remplie de difficultés puisque la taille des radiogalaxies dépend de son âge et de son environnement. Les relevés astronomiques basées sur la méthode des radiogalaxies sont plus efficaces lorsqu'il s'agit de sources radio ce qui peut donner de bons renseignements.

## Liste de radiogalaxies
| Désignation   | Autres appellations               | Constellation ou amas de galaxies  |
| ------------- | --------------------------------- | ---------------------------------- |
| Hercules A    | 3C 348                            | Constellation d'Hercule            |
| M87           | NGC 4486, ou radiogalaxie Virgo A | Amas de la Vierge                  |
| Cygnus A      | 3C 405                            | Constellation du Cygne             |
| 3C 75         |                                   | Amas de galaxies Abell 400         |
| 3C 244.1 (en) | Ursa Major B                      | Constellation de la Grande Ourse   |
| 3C 288 (en)   |                                   | Constellation des Chiens de chasse |
| 3C 66B (en)   |                                   | Constellation d'Andromède          |